# Michaił Madżarow
Michaił Iwanow Madżarow (bułg. Михаил Иванов Маджаров; ur. 31 stycznia 1854 w Kopriwszticy, zm. 23 stycznia 1944 w Sofii) – bułgarski polityk, prawnik i dyplomata, minister spraw wewnętrznych (1913), minister wojny (1919), minister spraw zagranicznych (1919–1920), deputowany do Zwyczajnego Zgromadzenia Narodowego 2. (1880–1881), 3. (1882-1883), 4. (1884-1886), 5. (1887-1890), 6. (1890-1893), 7. (1893-1894), 8. (1894-1896), 9. (1896–1899), 10. (1899-1900), 11. (1901-1902), 12. (1902-1903), 13. (1903-1908), 14. (1908-1911), 15. (1911-1913) i 18. (1919-1920) kadencji.

## Życiorys
Był synem kupca Iwana Michajłowa Madżarowa i Wasiliji z d. Grujewej. Uczył się w rodzinnej Kopriwszticy i w Płowdiwie, a następnie w szkole amerykańskiej Robert College w Stambule. W czasie nauki szkolnej pisał pierwsze utwory poetyckie i artykuły publicystyczne. Po powrocie do Bułgarii pracował przez dwa lata jako nauczyciel w Pazardżiku i pisał artykuły do czasopisma Marica. Pod koniec lat 70. związał się ze środowiskiem bułgarskich działaczy narodowych, stając się jednym z przywódców Partii Narodowej w Rumelii Wschodniej. W 1880 został wybrany po raz pierwszy do parlamentu Rumelii Wschodniej, wkrótce obejmując stanowisko dyrektora finansów tego obszaru autonomicznego.
Po zjednoczeniu Księstwa Bułgarii z Rumelią internowany wraz z żoną przez władze osmańskie. W 1886 wrócił do Płowdiwu, gdzie został aresztowany pod zarzutem udziału w zamachu stanu. Wyjeżdża do Odessy, a stamtąd do Stambułu, skąd wrócił do Płowdiwu w 1888. Pracował wtedy w zawodzie adwokata, udzielając się także jako publicysta i tłumacz literatury rosyjskiej (w tym czasie przetłumaczył na język bułgarski Wojnę i pokój Lwa Tołstoja). W latach 90. wspólnie ze swoim szwagrem Stefanem Bobczewem zakładał dwa czasopisma - Юридически преглед (Przegląd Prawniczy) i Българска сбирка (Bułgarska kolekcja).

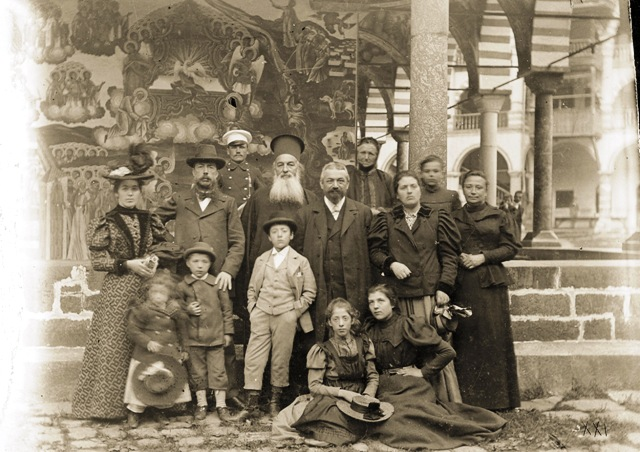
Michaił Madżarow (stoi drugi z lewej) ze Stefanem Bobczewem w monasterze rilskim (1897)

Po upadku rządu Stefana Stambołowa, Madżarow stał się jednym z wiodących polityków Partii Narodowej. W 1894 po raz pierwszy objął stanowisko ministerialne stając na czele resortu budownictwa publicznego, dróg i komunikacji w rządzie Konstantina Stoiłowa. Po dymisji rządu w 1899 poświęcił się działalności publicystycznej pisząc do czasopisma Мир (Pokój).
W roku 1913 na krótko objął stanowisko ministra spraw wewnętrznych w rządzie Stojana Danewa, a następnie wyjechał do Londynu, gdzie objął stanowisko ambasadora Bułgarii w Wielkiej Brytanii, był jednym z sygnatariuszy traktatu londyńskiego. W latach 1914–1915 kierował ambasadą bułgarską w Rosji. W 1915 powrócił do kraju. W czasie I wojny światowej był przeciwnikiem zaangażowania się Bułgarii w działania wojenne. 

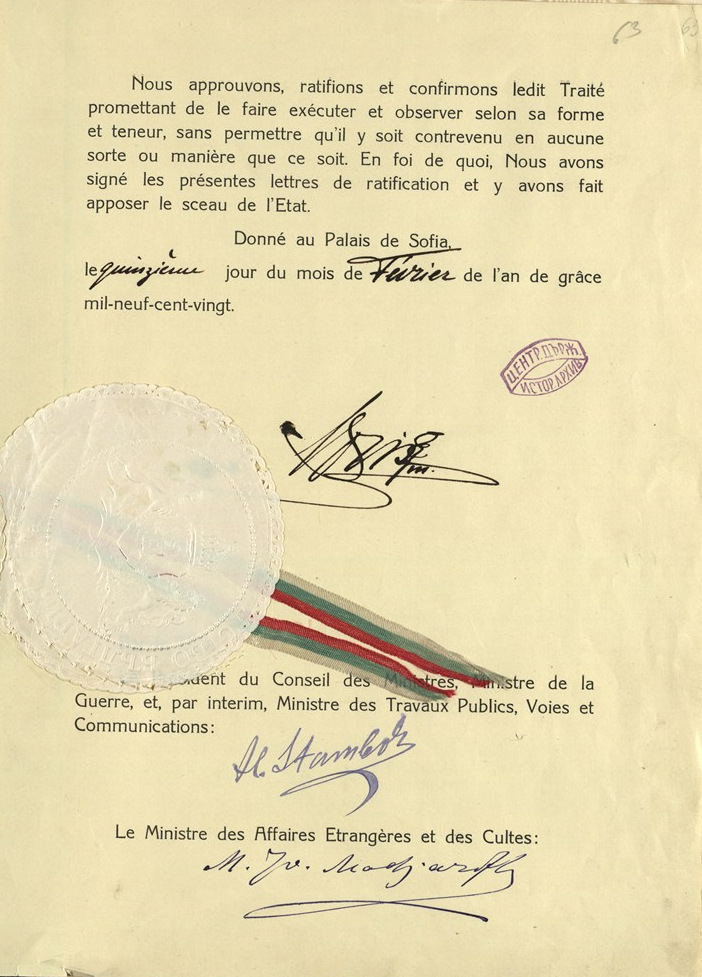
Traktat podpisany w Neuilly-sur-Seine z podpisem Michaiła Madżarowa

Po zakończeniu wojny objął stanowisko ministra wojny w rządzie Teodora Teodorowa, a następnie ministra spraw zagranicznych i wyznań religijnych w rządzie Aleksandra Stambolijskiego. Był sygnatariuszem upokarzającego dla Bułgarii traktatu w Neuilly-sur-Seine. Sprzeciwiając się polityce Stambolijskiego, Madżarow próbował jednoczyć środowiska opozycyjne. Oskarżony o działalność antypaństwową został aresztowany w 1922 i osadzony w więzieniu w Szumenie. W 1931 powrócił do aktywnej działalności politycznej, współpracując przy tworzeniu Porozumienia Demokratycznego. Przez ostatnie lata życia skupiał się na działalności publicystycznej, pisząc do czasopism: Българска мисъл (Myśl bułgarska), Демократически преглед (Przegląd demokratyczny) i Златорог (Zlatorog). 
Ciężko ranny 10 stycznia 1944 w czasie bombardowania Sofii przez samoloty amerykańskie, zmarł 13 dni później. W czasie nalotu zginęła także żona Madżarowa, jego córka, synowa i wnuk. W 1968 ukazały się wspomnienia Madżarowa, opracowane przez jego sekretarza Weselina Andrejewa.
Był żonaty (żona Marija z d. Bobczewa (1861-1944)), miał czworo dzieci. Jedna z ulic Sofii nosi imię Michaiła Madżarowa.

## Publikacje
- 1923: Защо ме съдят
- 1925: Източна Румелия
- 1927: Последните години на К. Стоилов
- 1929: На Божи гроб преди 60 години и днес
- 1932: Дипломатическата подготовка на нашите войни
- 1936: От самовластие към свобода и законност
- 1968: Спомени (1854-1889)